# Ра (човни)

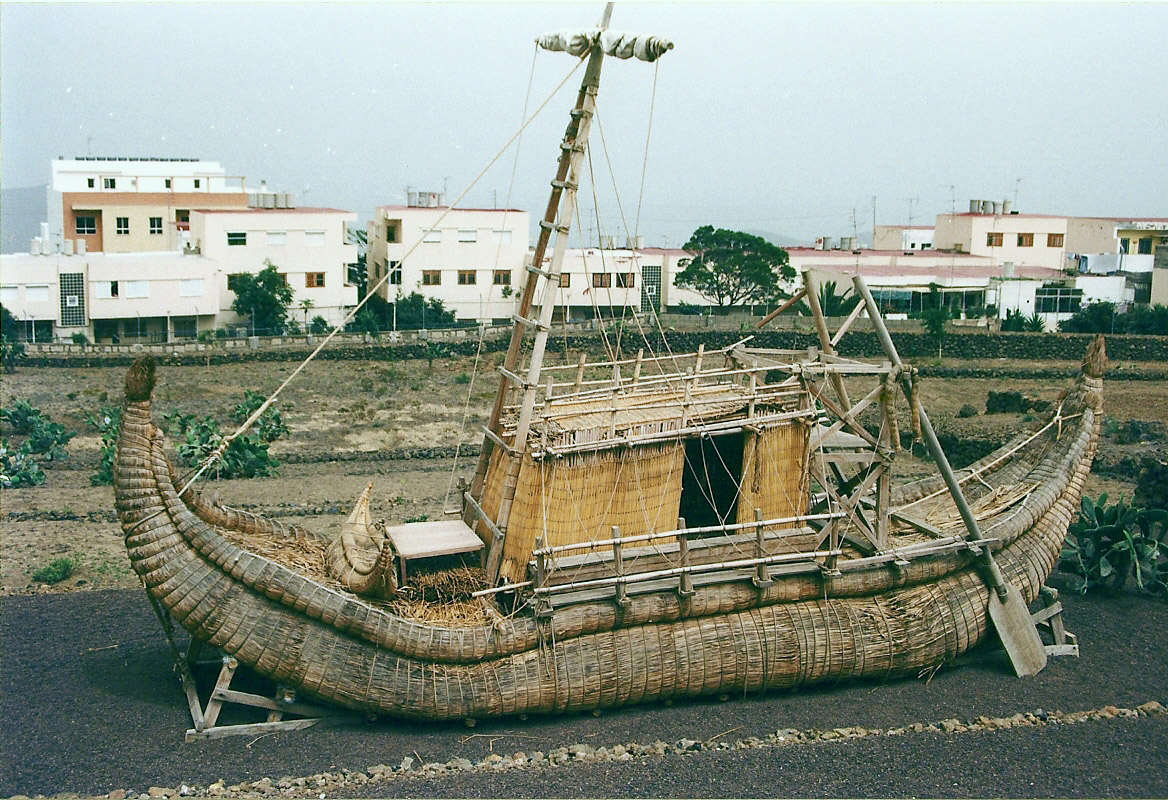
Копія «Ра-2»

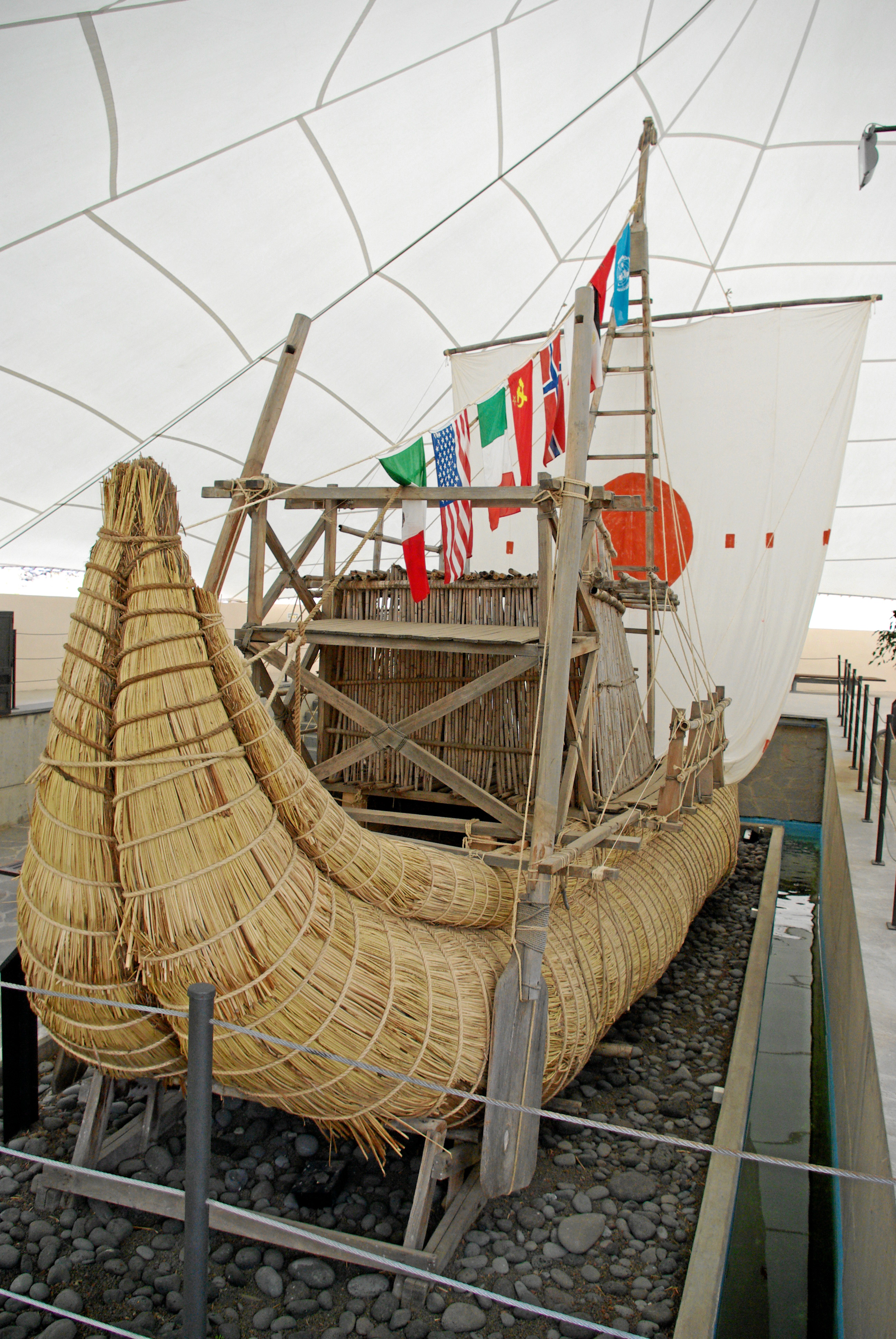

«Ра» (нюн. «Ra») — очеретяні човни, збудовані на замовлення норвезького етнолога і мандрівника Тура Хеєрдала для практичного доведення теорії про те, що люди у давнину могли здійснювати морські подорожі через Атлантичний океан на папірусних суднах.

## Ідея
Метою експерименту була демонстрація того, що стародавні мореплавці, зокрема, єгиптяни, могли здійснювати трансатлантичні переходи на вітрильних судах. Згідно з його теорією, індіанці Мексики і Перу можуть бути нащадками людей, що перепливли Атлантику, а не перейшли через Берингову протоку. Тур Хеєрдал знаходив спільні риси між пірамідами мая, архітектурою інків і єгипетськими пірамідами.
Здійснивши в 1947 році на дерев'яному плоту «Кон-Тікі», зробленому зі стовбурів бальсового дерева, перехід від узбережжя Перу в Південній Америці до атола Рароя в Французькій Полінезії, Тур Хеєрдал зі своєю експедицією довів можливість власної теорії, що предки полінезійців могли прибути на острова Тихого океану з Південної Америки. Метою «Ра» було доведення іншої частини теорії.

## «Ра»
Перший човен, названий «Ра», був спроєктований за малюнками і макетами човнів Стародавнього Єгипту. Будували човен брати Омар і Муса, будівельники човнів з озера Чад (Республіка Чад) з папірусу, видобутого на озері Тана в Ефіопії.
Човен вийшов в Атлантичний океан від узбережжя Марокко поблизу гирла річки Лукос 25 травня 1969 року. Після 56 діб і понад 5000 км шляху «Ра» став згинатися через конструкційні недоліки, викликані невеликим розходженням його конструкції з єгипетською схемою, занурюватися кормою у воду і, врешті-решт, розламався на частини. Команда була змушена залишити судно. Однак, попри невдачу, впевненість Хеєрдала в правильності його теорії лише зросла, оскільки човен не витримав лише кілька днів до кінця подорожі.

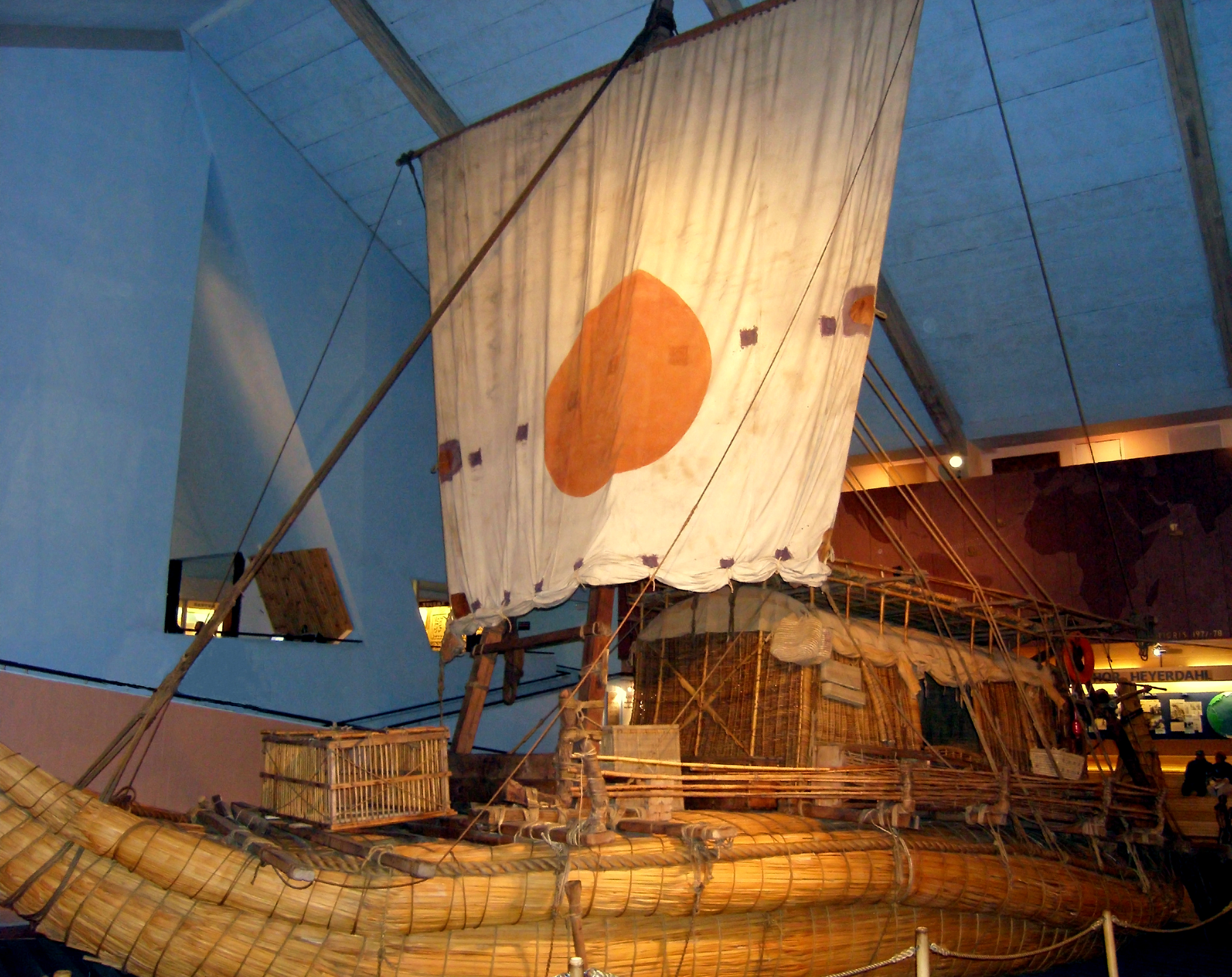
«Ра-2» в музеї Кон-Тікі, Осло

## «Ра-2»
На наступний рік інший папірусний човен, «Ра-II», допрацьований з урахуванням досвіду попереднього плавання, був побудований не з папірусу, а з очерету тотора[en] майстрами з озера Тітікака в Болівії і 17 травня 1970 також вирушив у плавання з атлантичного узбережжя Марокко. За 57 діб мандрівники подолали 5 тисяч 700 кілометрів і човен досяг Барбадосу, продемонструвавши тим самим, що стародавні мореплавці могли здійснювати трансатлантичні переходи. Успіх експедиції «Ра-II» багатьма був розцінений як свідчення того, що ще в доісторичні часи єгипетські мореплавці навмисно або випадково могли здійснювати подорожі в Новий Світ.
Технічні характеристики:
- Довжина: 12 метрів
- Ширина: 4,9 метра